# NGC 2336
NGC 2336 ist eine Balken-Spiralgalaxie mit aktivem Galaxienkern vom Hubble-Typ SBbc im Sternbild Giraffe am Nordsternhimmel. Sie ist schätzungsweise 105 Millionen Lichtjahre von der Milchstraße entfernt und hat einen Durchmesser von etwa 195.000 Lichtjahren. Gemeinsam mit IC 467 bildet sie das isolierte Galaxienpaar KPG 132und ist Namensgeber der NGC 2336-Gruppe.
Die Typ-Ia-Supernova SN 1987L wurde hier beobachtet.
Das Objekt wurde im Jahr 1876 von dem deutschen Astronomen Ernst Wilhelm Leberecht Tempel mit einem 28-cm-Teleskop entdeckt.

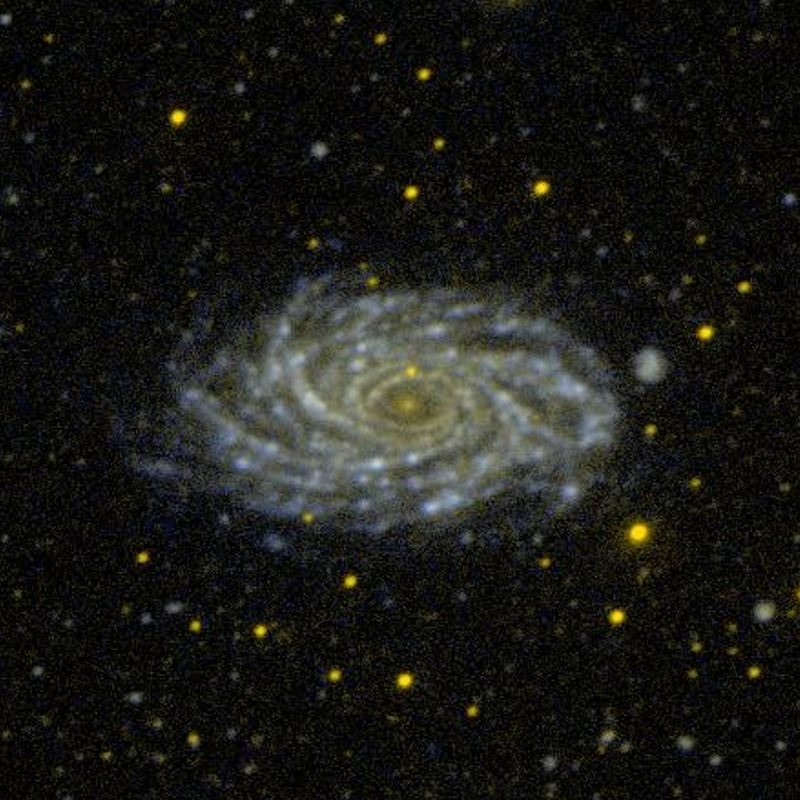
UV-Aufnahme mittels GALEX
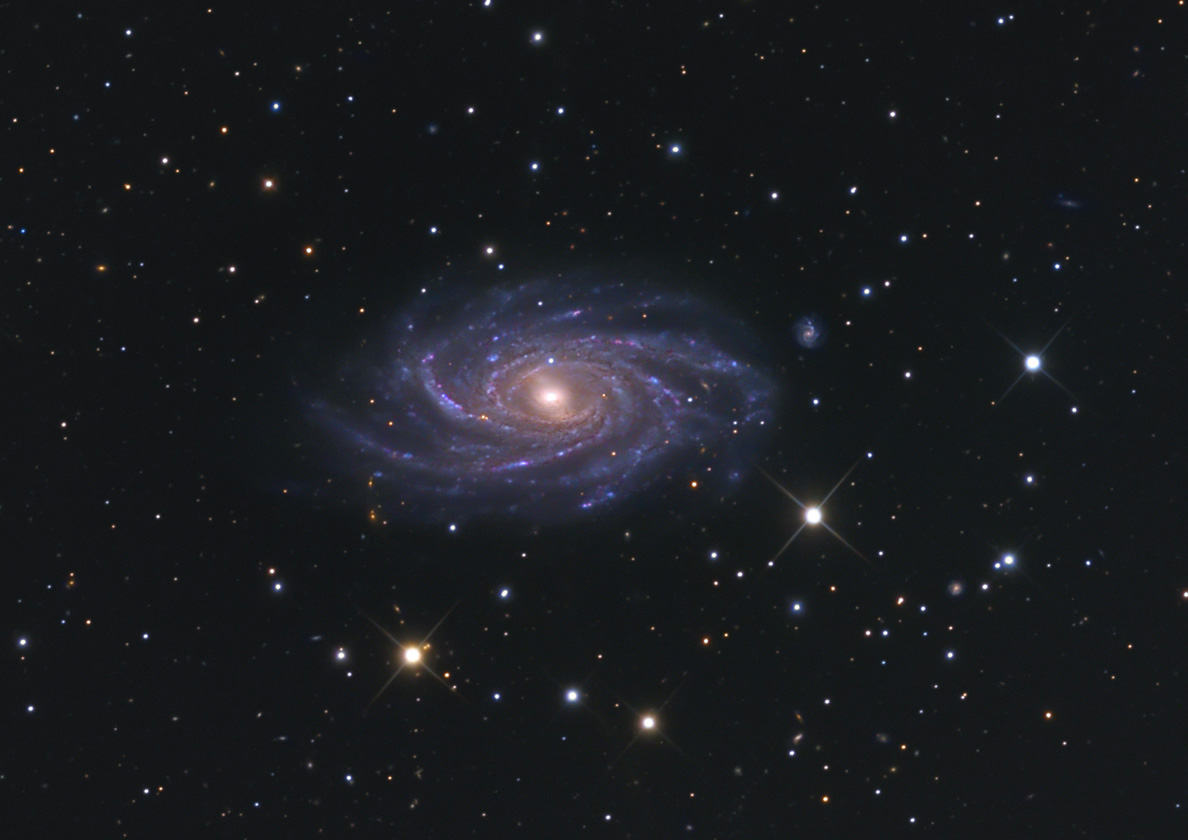
Aufnahme  mithilfe des 24-Zoll-Spiegelteleskops des Mount-Lemmon-Observatoriums